# Castell de la Vilavella
El Castell de la Vilavella, també conegut com a Antic Castell de Nules, és un monument catalogat de forma genèrica com a bé d'interès cultural, segons consta en la Direcció general de Patrimoni Artístic de la Generalitat Valenciana, amb el nombre d'identificació: RI-51-0011002 i data d'anotació ministerial 18 de març de 2003.
Situat als afores del nucli urbà de la Vilavella (Castelló), a la comarca de la Plana Baixa, en el conegut com Camí dels Coves, a la part alta del pujol de Sant Sebastià i a 146 metres d'altura, el seu estat actual és de total abandó i ruïna.

## Història
El municipi de la Vilavella es considera el nucli originari de l'actual població de Nules, sent l'assentament romà conegut com a «Nubles» o «Noulas» (que apareix citat en els itineraris de les vies romanes), del qual es conserven les restes d'un santuari hispanoromà, l'origen de la localitat.
La població actual és la que es va originar amb l'assentament musulmà que va tenir lloc al voltant del segle x, època de la construcció del seu castell sobre les restes dels assentaments ibers i romans, depenent d'ell nombroses alqueries de la zona, que amb el temps van acabar convertint-se en poblacions independents. També era coneguda en aquella època per pertànyer al regne de Tortosa.
La conquesta cristiana de la plaça es va produir en la quaresma de l'any 1238, com a efecte col·lateral de la reconquesta als musulmans de Borriana. La localitat va ser cedida pel rei Jaume I d'Aragó l'any 1251 a Guillem de Montcada, i passà més tard a la família Centelles.
Després de la mort de Guillem de Montcada, el castell va passar al seu fill Guillem Ramon, qui l'hi va llegar al seu torn al seu fill Ramon. Durant el temps que va estar en mans del fill, se sap que almenys residien al castell deu homes, que tenien a càrrec seu el manteniment i la neteja de la plaça. El 18 de novembre de 1314 el rei va autoritzar la venda per part de Ramon de Montcada de la ciutat, el castell i el terme de Nules al noble Gilabert de Centelles, i és així com arriba a les mans d'este llinatge valencià.
En 1316, Gilabert prestava homenatge davant del rei com a senyor del castell, concedint-li el rei l'autorització per recuperar totes les possessions i drets que tenia antany el castell. Recuperades les possessions i drets el castell es converteix en el punt de referència per designar el territori on s'assentaven les quatre poblacions que configuraven la baronia: La Vilavella, Moncofa, Sa Pobla de Nules i Mascarell. L'any 1321 Guillem Ros que torni a exercir el càrrec de batlle del castell per mandat de Jaume II d'Aragó.
Al segle xiv, a més de les estances on habitaven els senyors, el castell posseïa una capella dedicada a Santa Maria i Sant Jaume. Però l'any 1364 va ser arrasat per Pere I de Castella, deixant part del castell inutilitzable i la capella destruïda. Es va procedir a la seva reconstrucció i als llarg del segle xv es va instal·lar a la torre central una nova capella, així com un interessant paviment d'alfardons i manisetes, decorats amb l'escut dels Centelles i les llegendes «Cent dol·lors a un plaer» i “Comtes vells, baralla nova”, del qual es conserven restes en l'actualitat.
En el 1481 el castell consta com a inhabitat i amb les portes obertes, amb la qual cosa comença la seva etapa d'abandó que arriba a l'actual estat de ruïnes.

## Descripció
Presenta planta irregular i molt allargada, fruit de la seva adaptació a la morfologia del pujol en el qual se situa.
Les excavacions han demostrat que el castell es va construir sobre anteriors construccions d'èpoques ibèrica i romana.
La torre de l'Homenatge, de planta quadrada, i situada damunt d'una cisterna àrab (de la qual es conserven restes), se situava al centre de la plaça.
Actualment, malgrat el seu estat ruïnós, poden veure's part de les muralles i torres.